# Wôlinak
Wôlinak är ett reservat för abenaki i provinsen Québec i Kanada. Det ligger i regionen Centre-du-Québec, i den sydöstra delen av landet, 270 km öster om huvudstaden Ottawa. Landarean är 0,74 kvadratkilometer.
Indianreservatet Wôlinak ligger mitt i tätorten Bécancour på den södra stranden av floden Bécancour, 20 km öster om Trois-Rivières. Resevatet är beläget i regionen Centre-du-Québec, i den sydöstra delen av provinsen, 270 km öster om huvudstaden Ottawa. Under lång tid kallades den för Bécancour, men 1984 valde man att ge reservatet åter sitt traditionella namn. De omkring 300 invånarna på reservatet är av indiansk härkomst, med härstamning mestadels från östra Abenaki. Abenaki lämnade Amisokantik,  (Farmington Falls i Maine) för att bosätta sig i franska seigneury Bécancour. Pierre Robineau upplät den mark som gjorde reservatet möjligt 1708.

## Historia
De första invånarna i Wôlinak var familjer från båda delarna av stammarna i Västra och Östra Abenaki. Redan 1637 finns Abenaki dokumenterade mycket nära den franska bosättningen Trois-Rivières.Trettiotvå år senare 1669, fanns trenne av Abenakis läger under vintern spridda utmed floden Bécancour. De hade anlänt till trakten redan i början av 1600-talet och var bosatta vid floden Puante. Floden döptes om till Rivière Bécancour (efter den franske baronen Bécancour). Efter 1675 anslöt också stammedlemmar med rötter i New England till området och tog upp kontakten med de stamfränder som var bosatta längs Bécancourfloden. Indianernas benämning på platsen var Namesokântsik med betydelsen där det finns många fiskar. Wôlinaks befolkning var inledningsvis fler än  600 invånare men minskade kraftigt efter krig och epidemier.
Wôlinak blev indianreservat 1708 och invånarna kom mest från stammen av Östra Abenaki. De hade tidigare haft sina traditionella marker i Maine. Abenakierna var allierade med den franska kolonialmakten. Under de fransk engelska krigen på 1700-talet tog sig abenakikrigarna till New England där de gjorde räder mot de brittiska bosättningarna. Stammen träffade tidigt på den jesuitiska missionen och konverterade tidigt till kristendomen. I striderna mellan USA och England 1812 stred reservatets abenakier på britternas sida. Efter kriget fann de att i deras bortavaro hade vita nybyggare lagt beslag på största delen av deras reservat. Efter oroligheter där ursinniga abenakier eldhärjade vita nybyggen i avsikt att få tillbaka sin mark. Situationen löstes i förhandlingar senare men slutresultatet blev reservatet avsevärt reducerades i storle.  

## Nuvarande situation
Det officiella namnet på invånarna i reservatet är Première Nation des Abénakis de Wôlinak. De permanenta invånare talade alla franska och några dessutom engelska men inte sitt traditionella språk. Medlemmarna i stamrådet väljs i valperioder om två år och stamrådet består av en hövding och fyra andra rådsmedlemmar. I en ny byggnad från 1998 finns Wôlinaks hälsocentral och administration. Reservatets yta omfattar cirka 0,8 km² och största delen är planterad med tallar. Hantverk är viktigt för gruppen som bland annat tillverkar läderskolväskor och kanoter av glasfiber. Detta är de viktigaste aktiviteterna ekonomiskt i samhället.